# Finlandssvensk folkmusik

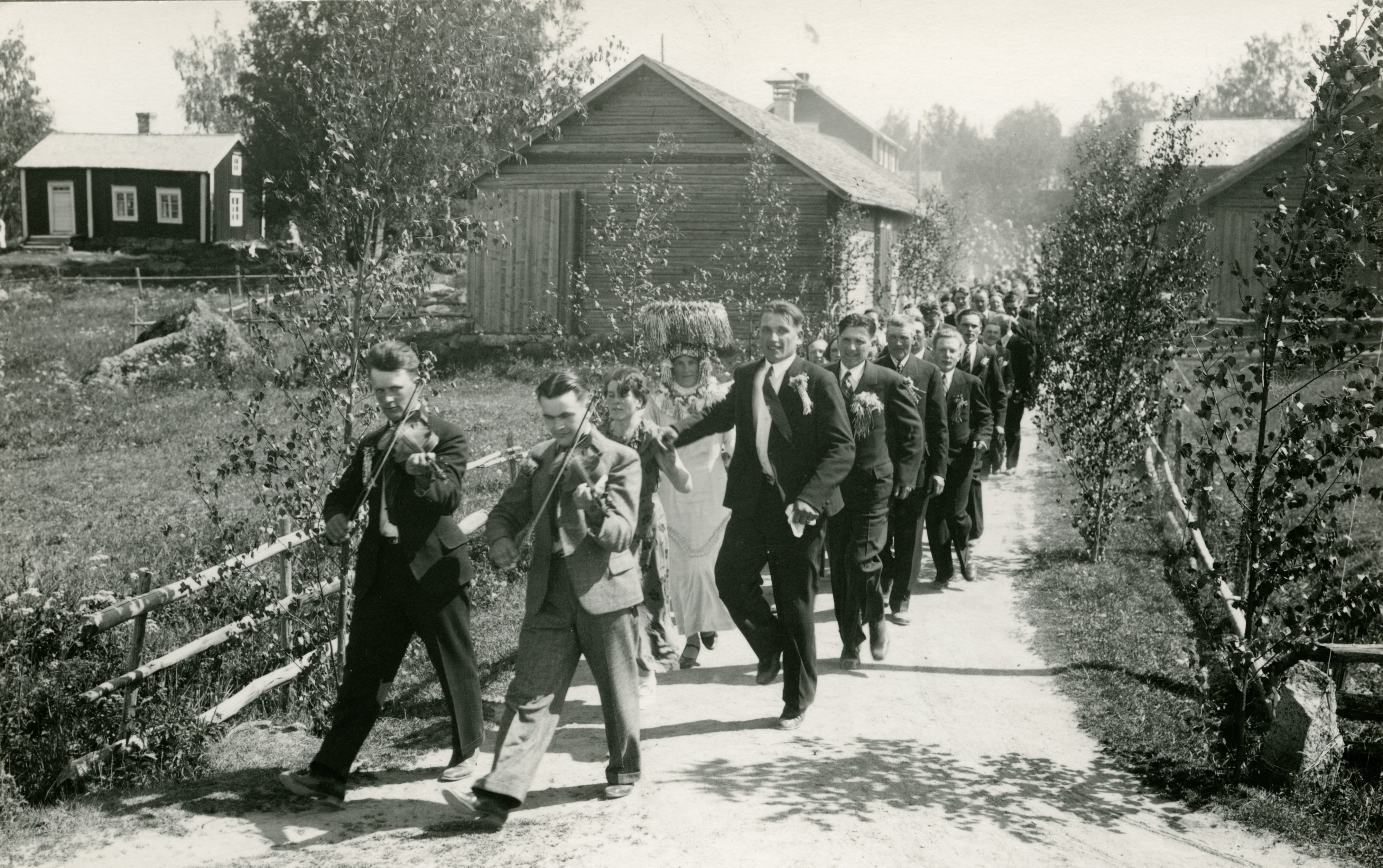
Brudfölje på ett tredagarsbröllop i Tuckor, Vörå. Två spelmän leder brudraden.

Den finlandssvenska folkmusiken är en av de fem folkmusiktraditionerna inom finländsk folkmusik som finns i Finland. Övriga traditioner är den östfinska folkmusiktraditionen med Kalevala och gråtkväden, den västfinska folkmusiktraditionen, den romska folkmusiktraditionen och den samiska folkmusiktraditionen.
Finlandssvensk folkmusik har utövats på västkusten i Finland – i Österbotten, Åboland och Åland samt längs hela Finlands sydliga kust.
Begreppet folkmusik började användas i slutet av 1700-talet i våra Nordiska länder. Innebörden av begreppet har varierat och ännu idag kan det finnas olika uppfattningar om hur man ska definiera begreppet folkmusik. Det man är överens om är att det är traditionell musik som utövats av allmogen under 1700- och 1800-talet. Det stora intresset för musiken som utövades i bondesamhällen vaknade till liv i medlet av 1800-talet. Vid den första sångfesten i Ekenäs 1891 sjöngs det huvudsakligen folkliga visor. En musikvetenskaplig definition har varit att det är gehörstraderad musik med okänd upphovsman.
I och med att man forskat mer i till exempel de äldre visorna och balladerna har man kunnat få mer information om sångernas ursprung. Folkmusiken har varit den stora majoritetens musik som människor sjungit, spelat, dansat och lyssnat till. Folkmusiken är traditionell och identitetsstärkande. Det viktiga har inte varit hur det musikaliska utövandet utan att det är ett utövande som tillhört alla. Idag uppfattas folkmusik som en genre bland alla andra musikgenrer/musikstilar, eftersom det finns ett sådant stort utbud av olika musikstilar.
Den folkliga dansen menuetten har inspirerats från konstmusiken och i synnerhet barockens dans med samma namn. Det kanske mest unika som levt kvar i den finlandssvenska folkmusiken är menuetten som levt kvar i obruten gehörstradition bland österbottniska spelmän.
Den finlandssvenska folkmusiken har delats upp i instrumental och vokal musik. Med den instrumentala musiken har man avsett de traditionella spelmanslåtarna. I början av 1800-talet började man uppteckna folkvisor och melodier.

## Instrumental folkmusik – spelmansmusiken
Spelmansmusiken har sitt ursprung i den europeiska överheten, vars modedanser spred sig ner genom folklagren och blev kvar där efter att de blivit omoderna på slotten och herresätena. Men spelmansmusiken har inte enbart sin bakgrund i det som en gång varit högre stånds musik – spelmännen har också skapat sin musik själva.
Den instrumentala folkmusiken kan delas in enligt olika danser som t.ex. menuett, polska, polonäs, vals, polka, schottis, mazurka, kontradanser, brudmarscher. Till den instrumentala folkmusiken räknas även ceremoniell musik som lyckönskningar, måltidsmusik och avskedsceremonier.

### Menuetten
Menuetten är en dans i ¾ takt som skapades vid det franska hovet vid mitten av 1600-talet och genomgick många bearbetningar under 1700-talet. Dansen dansades ursprungligen vid hov och fina herresäten men den spred sig med tiden till de lägre klasserna i samhället. Menuetten var populär i Sverige (med Finland) under tidigare delen av 1700-talet. Det finns t.ex. belägg för att det dansades menuett på ett julkalas på Jomala prästgård på Åland år 1747. I folklig tradition fick menuetten ställning som en ceremoniell fördans vid bröllop och under 1800-talets senare del dansades menuett också på allmänna danstillställningar i Finland. Menuetten blev den avgjort populäraste dansen i Finland under 1800-talet. Dansen har dansats i alla delar av det svenska språkområdet i Finland och är fortfarande populär men under början av 1900-talet blev menuettens kärnområde mellersta och södra Österbotten. Som ett exempel på detta kan nämnas att av de 276 menuettmelodier som finns i Finlands svenska folkdiktning är 172 upptecknade i Österbotten

### Polskan
Polska är som namnet antyder en polsk dans. Dansen blev modedans i herrskapssalongerna på 1700-talet och den dominerande dansen inom den folkliga traditionen under 1800-talet i Sverige (med Finland). Ståndpersonernas betjänter, kuskar och kökspersonal förde under 1800-talet ut melodierna till allmogespelmännen. Då polskan etablerats i folklig miljö började spelmännen också skapa egna nya polskemelodier.
Polskan hade, liksom menuetten, en fast plats i storböndernas bröllopsceremonier. Det drag som särskilt kännetecknar den finlandssvenska polskan är att den länge har nyttjats som en följddans till menuetten, även om den också har utförts skilt. Detta samband mellan polskan och menuetten verkar inte ha förekommit allmänt i bl.a. Sverige.
I början av 1900-talet var polskan, precis som menuetten, starkast i den österbottniska traditionen. I Österbotten behövdes skickliga spelmän som kunde spela polska på de självägande böndernas påkostade bröllopsfestligheter. Däremot verkar polskorna ha trängts undan av modernare danser såsom vals och polka i de sydligare landskapen, Åboland, Åland och Nyland redan vid sekelskiftet 1900. I Finlands svenska folkdiktning finns 785 polskor. Av dessa är 403 upptecknade i Österbotten och 105 s.k. tvåtaktspolskor, d.v.s. danser som uppfattats som polskor men som trots detta spelades i tvåtakt.

### Polonäsen
Precis som polskan och menuetten vandrade polonäsen ut i folklig miljö efter att ha blivit etablerad bland de högre stånden. Polska danser blev populära bland den mera välbärgade delen av befolkningen i Norden på 1600-talet. Polonäsen har en koreografi som i stora delar avviker från polskans och som folklig dans har polonäsen också haft en mer begränsad användning. Dansen har i huvudsak haft funktionen som en högtidlig fördans eller som en del av en ceremoniartad danshelhet vid stora bröllop eller andra fester.
Ur musikalisk synpunkt kan man uppfatta polonäsen som en form av polska men polonäserna är ofta längre än polskorna och består av många delar. Bägge danserna går i ¾ takt vilket gör det svårt att dra en absolut gräns mellan dem. Polonäsen har det lägsta antalet uppteckningar i den finlandssvenska spelmanstraditionen. I Finlands svenska folkdiktning finner man endast 40 polonäser, jämfört med 785 polskor och 276 menuetter. Största delen av polonäserna, 30 stycken, är upptecknade på olika håll i Nyland.

### Valsen
På 1800-talet kom en rad nya europeiska musik- och dansimpulser till Norden och de skulle komma att få en mycket stor betydelse för folkmusikens utveckling. Äldst av dessa runddanser eller gammeldanser är valsen som var känd i Norden redan omkring 1780. De äldsta valsmelodierna benämndes ofta med pluralisformen ”walzer” eftersom en vals vid denna tid gärna var sammansatt av flera små valsstumpar.
Den äldsta kända valsmelodin i Finland finns nedtecknad i en notbok av okänd ägare daterad 9 april 1779. Här finns en ”walzer” i raden av menuetter. Hur den dansades vet vi ingenting om. Däremot vet man att det dansades vals på Rantasalmi gård i Östra Finland på julaftonen år 1800, där 14-åriga herrgårdsfröken Jacobina Charlotta Munsterhjelm hemma från Tavastby gård i Elimäki socken firade jul. Hon har antecknat i sin dagbok: ”om afton lekte vi några lekar och dansade kadrilg och några valser”. Vid den här tiden hade valsen bara varit en modefluga bland societeten i Sverige i bara några årtionden. Valsandet blev snabbt populärt också i den östra delen av det svenska riket. Redan på 1840-talet kände man till valsen i så gott som hela landet, i alla fall i de mera välbärgade hemmen.
Valsen kom, liksom alla andra danser som i dag blivit folklig tradition, först till herrskapsfolk och spriddes via dem ut till landsbygdsbefolkningen. Herrgårdens tjänstefolk rekryterades bland bondebefolkningen och de fick insyn i bland annat matkultur och festtraditioner som de tog efter då de återgick till sin egen miljö. Folkliga spelmän kunde också anlitas som underhållare och dansmusiker och samtidigt fick de insyn i överklassens dans- och musiktradition. Nya idéer och intryck anpassades till allmogebefolkningens behov och egna seder.
De äldre valserna är ofta skrivna i 6/8 eller 3/8 takt och även om de är noterade i 3/4, består de av jämna åttondedelar eller sextondedelar. Senare under 1800-talet kom valser på modet som noterades i fjärdedelar och med en ”förlängning” på andra slaget i takten. Vals av Wienervalstyp blev dock populär bland den stora allmänheten först mot slutet av 1800-talet. Då valserna började dansas bland vanligt folk och de folkliga spelmännen tog hand om musiken fick de egna särdrag. Förutom ”vanlig vals” har det i folklig tradition också funnits andra typer av vals, bl.a. slätvals, springvals eller hoppvals, vilka hänvisar till dansstilen.

### Polkan
Polkan som går i snabb 2/4-takt spred sig snabbt över hela Europa, efter att den introducerades i Paris 1840. Den tidigaste anteckningen om polka i Finland är från juni 1844 då Helsingfors Tidningar skrev att ryska badgäster från Petersburg dansade polka på Ulrikasborgs badanstalt i Helsingfors. Bland societeten i Finland rasade en ”polkafeber” i medlet av 1840-talet. Det lär ha dansats polka på ett allmogebröllop i Borgå och Fredrikshamn redan 1845 men det skulle dröja några år innan dansen slog igenom på landsbygden på allvar. Då vi kommer till 1860-talet dansades polka på knutdanser överallt och vid sekelskiftet 1900 var polkan bland de mest populära danserna i Finland. På vissa orter, främst i södra Österbotten, var polkan så omtyckt att den ersatte polskan. Med tiden utvecklades många olika polkavarianter, samtidigt som det också fanns otaliga sätt att dansa polka på.

### Schottisen
Schottisen kan musikaliskt anses vara en variant av polkan. Dansens ursprung är något oklar, eventuellt har den utvecklats ur en polkaliknande dans som dansades på 1830- och 1840-talen i Tyskland. Schottisen kom till Finland på 1870- och 1880-talet då polkan redan var känd i landet.
Polkan och schottisen ligger musikaliskt mycket nära varandra men trots det har schottismelodierna sina särdrag. Schottisen innehåller ofta punkteringar medan polkan går i jämn takt med åttondelar och sextondelar, vilket gör att det inte går att dansa polka till alla melodier som betecknas som schottis. Polkornas tempo är snabbare och schottisens danssteg avviker också mycket från polkans.
Schottis och jenka har ofta använts synonymt. Termen jenka för schottis har använts främst i södra Finland. Ibland kan dock jenka innebära en avvikande dansstil jämfört med schottis. Det finns andra benämningar på schottis eller på melodier och danser som påminner om schottis, som till exempel tvåstigare, rheinländer, tyskapolka och hollandspolka.

### Mazurkan
Mazurka anses ha dansats väldigt tidigt och ha rötter i polska 1600-talsdanser. De tidigaste mazurkakompositionerna i finska notböcker är från år 1779 men dansen kom i folkligt bruk först på 1840-talet i Finland. Mazurkan går liksom valsen och polkan i tretakt och blev allmän i hela landet men aldrig lika populär som de två tidigare nämnda danserna. Även om mazurkan var en av de yngsta pardanserna i Finland på 1800-talet, försvann den ur dansrepertoaren redan i början av 1900-talet.
Mazurkorna har i folklig tradition också kallats polka-masurka eller sparkare. I musikaliskt avseende skiljer sig dessa inte från mazurkorna, utan de avvikande benämningarna syftar på hur dansen har dansats.

### Kontradanserna
Med kontradans avses danser som har sitt ursprung i England, i så kallade country dances. Dessa dansades både av allmoge och borgerskap och upptogs i början av 1600-talet vid hovet i England. På 1700-talet nådde danserna franska hovet och detta inledde kontradansernas blomstringstid. I Frankrike utvecklades nya former av dansen där dansarna ofta var uppställda i en fyrkant. Dessa danser spred sig vidare över hela Skandinavien.
Man kan tala om att det finns två rötter för denna typ av danser, en fransk och en engelsk. Ur den engelska roten utvecklades engelskorna och angläserna. Angläserna är den äldsta formen av kontradanser som också går under namnet långdanser. I dessa danser är männen och kvinnorna uppställda mot varandra i två linjer. Den angläs som troligtvis har fått mest spridning är Väva vadmal som beskriver vadmalsberedningen. Dansen var känd bland allmogen i Sverige på 1700-talet och blev allmän i Finland på 1800-talet. Engelskor verkar ha dansats uteslutande bland allmogen och de var speciellt populära på Åland. I Finlands svenskbygder benämndes danserna ofta enligt antalet personer som deltog i dansen, till exempel tre man engelska.
Ur den franska roten utvecklades danser där dansarna ställdes upp i en fyrkant. Danserna kunde benämnas fyrkant, kontra eller kadrilj. Kontradanserna från 1700-talet är oftast uppbyggda enligt principen vers och refräng. Kontradanserna från 1800-talet, som ofta kallas kadriljer, är i sin tur uppbyggda enligt olika turer, bland annat komplimanger, figureringar och omdansningar med egen melodi till varje tur.
Purpuri är egentligen en räcka med danser som dansats efter varandra. Danskedjan fick i Frankrike under 1700-talet namnet potpourri. Till Finland kom purpurin österifrån. Purpurin blev huvuddansen bland allmogen i västra Nyland och i norra svenska Österbotten.
Fransäs består ursprungligen av fem franska kontradanser som i början av 1800-talet smälte samman till en fast enhet. Hos allmogen blev fransäsen den dominerande dansen främst i Tusby, Helsinge, Esbo och i mellersta Nyland i slutet av 1800-talet.
Vissa kontradanser är triobaserade. De kan gå under benämningar som hamburgska, hamburgspolska, eller hamburger. De har ofta en uppställning av nio personer, med tre personer i varje linje. Det finns också exempel på en uppställning av tolv personer, t.ex. Stora Hamburger. Hamburgska förekom också som en pardans.

## Vokal folkmusik – den folkliga visan
De folkliga visorna är viktiga i nästan alla kulturers folkmusik. Texten spelar en central roll och är oftast uppbyggd i strofer som framförs med hjälp av en melodi. Texten till en folkmelodi bildar en berättelse som vissångaren vill förmedla.
Den vokala folkmusiken kan delas upp i olika visformer. som till exempel medeltida ballader, skämtvisor eller kupletter, nidvisor, vaggvisor, sånglekar, snapsvisor skålvisor, kärleksvisor, sjömansvisor, samt militära visor.
De första publicerade finlandssvenska folkvisorna finns i Adolf Iwar Arvidssons Svenska fornsånger – 1834–1842.

### Medeltida ballader
Medeltida ballader är en viktig del av den finlandssvenska musikhistorien. De skandinaviska balladerna är närbesläktade och har en gemensam historia och vistradition.
De skandinaviska forskarna är enade om en gemensam definition av begreppet medeltida ballader. En ballad består av en två-fyraradig strof. Versraderna upprepas och ofta är de också skrivna som en växelsång där ord upprepas i slutet av strofen. Namnet ”medeltida” syftar inte till en viss tidsperiod utan snarare handlar det om en genre. Innehållet i en medeltida ballad handlar om medeltida liv och uppfattningar. Balladerna har delats in i sex olika grupper: naturmytiska visor, legendvisor, historiska visor, riddarvisor, kämpavisor och skämtvisor. Balladerna har förts över från generation till generation i en muntlig gehörstradition. Texterna i en ballad handlar ofta om riddare, jungfrur, övernaturliga fenomen, brottslighet, våld, men också passion och kärlek.

### Vaggvisor och barnvisor
I de flesta kulturer sjungs det vaggvisor och barnvisor. Vaggvisor sjungs för att lugna ner ett barn innan den ska sova och även i situationer för att skapa trygghet. Visorna har ofta en enkel melodi med litet omfång och består vanligen av en eller två strofer. I Finland har man sjungit samma svenska vaggvisor som också varit typiska i Sverige, Danmark och Norge. Några exempel på de mest sjungna är: Byssan lull som också har sjungits i Finland och är en så kallad fiskeskärsmelodi, vilken fått sitt namn efter texten “Ro, ro till fiskeskär”. Ro, ro åt fiskarsjö och Lilla Lasse sitter och gråter finns tryckta i boken Svenska fornsånger från 1834.
Förutom vaggvisor och sånglekar har även andra visor sjungits med eller för barn. En del traditionella upptecknade barnvisor har helt fallit i glömska och sjungs inte längre. Ett exempel på en bortglömd barnvisa är Thordyveln låg på ängen sjuk. Den har upptecknats i Finland, men även blivit sjungen i Danmark.

### Sånglekar
Sånglekar som ofta även kallas ringlekar, är lekar som sker till sång och dans. Man använder kroppen för att visualisera berättelsen i sången. Många sånglekar handlar om kärlek och har varit viktiga vid parbildning bland unga personer. Texterna i sånglekarna har varit mer lättsamma än till exempel i bröllopssånger, som ofta inspirerats av sånglekarna. Sångleken som kallas ”Broleken” och inleds med orden Bro bro breja, har sjungits i Finland både på svenska och finska. Sången brukar avslutas med en dragkamp mellan två olika lag. Spontana sånglekar har även ibland uppstått ute i naturen. På sommarkvällarna kunde man till exempel i Ålands skärgård träffas för att sjunga och leka sånglekar utomhus.
Det finns gamla sånglekar upptecknade i Finland från 1800-talet. Bland annat Höga berg och djupa dalar är en sånglek som upptecknats på svenska i Finland.

### Sånger som spridits med skillingtryck
Genom skillingtrycken spreds det kärleksvisor och arbetsvisor under 1600- och 1700-talen i Norden. Visorna diktades även efter det som var aktuellt under samtiden. Dessa visor kallades aktualitetsvisor och nyhetsvisor. Under 1800-talet diktades även emigrantvisor till följd av den stora flyttvågen till Amerika. Visorna kunde handla om avsked av fosterlandet. Visan Farväl du moder Svea blev i Finland till Farväl du moder Finland. På segelfartygen sjöngs det arbetsvisor, så kallade shanties. Det är en gammal sångtradition från England som också spridit sig till de Nordiska länderna. Då segelfartygen var aktuella under 1800-talet och i början av 1900-talet sjöngs shanties även i Finland. Förutom shanties sjöngs även traditionella sjömansvisor. Dessa shanties och sjömansvisor spreds även med skillingtryck. Texten i dem handlar om olika arbetsmoment, som att lossa ankare, livet ombord, livet i hamnarna, om hemlängtan eller om kärleken som väntade där hemma.

### Skämtvisor och nidvisor
Visor har även skapats för att kränka och nedvärdera. Nidvisor skulle både väcka åtlöje och locka till skratt. Med ett komiskt innehåll kunde man sprida dem snabbt för att skapa rykten om den man ville kränka. Det kunde även ligga politiska motiv bakom nidvisorna. Många nidvisor är närbesläktade med skämtvisorna. Skämtvisorna hör kanske dock mer till balladformen och har en annan form av rytmik skapad på vers. I skämtvisorna kan det finnas erotiska inslag och man kan driva om otrohet eller kärlekskrankhet. Det finns även friarvisor och andra visor med roliga texter bland skämtvisorna, till exempel marknadsvisor.

### Snapsvisor och skålvisor
Skålvisor har sjungits och sjungs vid fester då man ska utbringa en skål. De äldsta skålvisorna är från medeltiden. Under 1800-talet utvecklades snapsvisan och är ännu i våra dagar det som sjungs vid fester och skålande. Idag räknas snapsvisor till så kallade bordsvisor och de sjungs i hela Svenskfinland. Man sjunger dem oftast till en känd melodi och texten är uppbyggd i strofer som rimmar.
Det ordnas även olika snapsvisetävlingar där allmänheten för sända in bidrag. Finlands svenska folkmusikinstitut har varit med och arrangerat det första världsmästerskapet i skrivande av snapsvisesånger. Efter det skapades en egen organisation Finlandssvenska rimakademin (FiRa) som efter det håller i arrangemangen kring tävlingen.

### Militärvisor
I den finska armén har det sjungits militärvisor både under krigsåren vid ryska gränsen och under militärtjänstgöringen vid Nylands brigad i Dragsvik. Sångerna har nedtecknats i militärhäften eller militäralbum tillsammans med olika minnen, rim, dikter och illustrationer. Det var ett vanligt fenomen att de som tjänstgjorde samlade sånger i häften under 1930-1960-talen och sedan sålde dem vidare vid soldathemmet i Dragsvik.

## Folkmusikinstrument

### Fiol
Det mest kända och använda folkmusikinstrumentet i Svenskfinland har varit fiolen som började spelas under 1700-talet. Instrumentet spreds troligen på 1600-talet via Tyskland och England till de nordiska länderna. Fiolen användes främst inom spelmansmusiken men även dansmusiken började använda sig av instrumentet på 1700-talet. I Finland har fiolen använts speciellt på västkusten. Idag är fiolen fortfarande det mest använda instrumentet inom spelmansmusiken i Svenskfinland.

### Nyckelharpa
Innan fiolen fick större spridning i Finland användes nyckelharpan för utövandet av spelmansmusik på landsbygden. Det finns ett fåtal arkivaliska uppgifter från Åland som belyser bruket av nyckelharpan i Finland på 1600-talet. I sin moderna form blev fiolen det dominerande instrumentet i vårt land, liksom i Sverige på 1700-talet och den positionen fick den behålla därefter.

### Psalmodikan
I början av 1800-talet började man spela på psalmodikon. Instrumentet är besläktat med cittra. Det är en lång resonanslåda med greppbräde och med en enda sträng som spelas med stråke. I Finland har det kallats virsikannel eller psalmkantele. Istället för notskrift använder man sifferskrift.
På finlandssvenskt håll lever det till viss del ännu kvar i liten skala. Till exempel har det funnits en instrumentbyggare på Replot som byggt psalmodikon.

### Horn och trumpetinstrument
Föregångaren till vår tids trumpeter är den så kallade barkluren (även kallad näverlur – på engelska birch trumpet), som användes främst för att kalla på boskap eller skrämma vilda djur, men kunde även användas ute till havs. Den kunde vara 2–4 meter lång. Den spelades enligt naturtonskalan. I Finland har man haft en krökt modell av barklur som påminner mer om formen av en trumpet.
De finländska horninstrumenten har till en början varit tillverkade av ko- eller oxhorn (naturhorn). På 1500-talet började man tillverka dem av gethorn. Tillverkningen av hornlurar spreds från västkusten österut så sent som på 1800-talet.

### Flöjt
Flöjter tillverkade av djurhorn, ben, bark och av sälg är några av de äldsta folkmusikinstrumenten vi känner till. Senare kom den så kallade spelpipan som är en så kallad spaltflöjt med smalkanal och åtta fingerhål och påminner till utseendet om en sopranblockflöjt. De finländska kärnspaltflöjterna spred sig från väst och senare även in mot landet. Flöjter med fingerhål började användas på Finlands västkust på 1600-talet.

### Klarinett
En stor roll i den äldre spelmansmusiken i Svenskfinland har spelats av klarinetten. Instrumentet verkar ha införts i Finland via militärmusiken antagligen i slutet av 1700-talet då instrumentet blev allmänt i Sverige. Klarinetten började användas i den instrumentala folkmusiken under den förra hälften av 1800-talet. Klarinetten fick sin största utbredning som folkinstrument i Österbotten men hade inte någon lång blomstringstid där heller.

### Dragspel
På slutet av 1800-talet fick dragharmonikan, dragspelet en allt större spridning som folkinstrument både i Finland och i Sverige. Till Finland kom dragspelet främst österifrån, bland annat via St. Petersburg. Dragspelet i sin enkla, tidiga form och begränsade tonalitet uppfattades som ett hot mot den gamla folkliga musiken och en rörelse mot instrumentet uppkom. Sedan dess har instrumentet utvecklats från enradig form till tvåradiga- och flerradiga dragspel. De tvåradiga dragspelen kom i slutet av 1800-talet och efter sekelskiftet hade man även flerradiga dragspel. I Finland är dragspelen annorlunda än i till exempel Sverige och Ryssland. I den finländska dragspelen ligger hjälpraderna annorlunda än i den svenska och i de ryska dragspelen Detta gör att fingersättningen skiljer sig mellan de olika länderna.

## Uppteckning och insamling av folkmusik
Finlandssvenska sånger och spelmansmusik har upptecknats och samlats in från och med 1800-talet. Detta har gjorts för att bevara vis- och spelmanstraditioner och notera de sånger som sjöngs under bondesamhällets tid.
Den som först engagerade sig för den svenska allmogens folkspråk och folkdiktning i Finland på 1840-talet var gymnasielektorn J.O.I. Rancken (1824–1895), även kallad ”den finlandssvenska folkloristikens fader”. Rancken var den första som offentligt efterlyste fornsånger, folkvisor av alla slag; ballader, romanser, vallvisor, barnvisor, vaggvisor och skämtvisor i tidningen Ilmarinen. Det första materialet Rancken samlade in under fotvandringar i Österbotten förstördes i Vasa brand 1852, men under 1860- och 1870-talen sammanställde han och hans elever en stor samling folktraditioner. Jacob Edvard Wefvar (1840–1922) var Ranckens elev och blev sedan den främsta upptecknaren som samarbetade med honom. Wefvar gjorde insamlingsresor som stipendiat för Svenska landsmålsföreningen i Helsingfors, som Axel Olof Freudenthal grundade 1874, och senare som Svenska litteratursällskapets stipendiat. I Svenska litteratursällskapets arkiv finns nio samlingar efter Wefvar som innehåller bland annat visor.
Intresset för folkdiktningen i det svenska Finland väcktes också i slutet av 1860-talet inom den, på den här tiden, illegala Nyländska avdelningen och Svenska landsmålsföreningen, men då Svenska litteratursällskapet (SLS) grundades 1885 började insamlingen av traditionsmaterial i de svenskspråkiga områdena i Finland ske alltmer systematiskt. Allmänheten uppmanades genom annonser i tidningar samla in all slags folkdiktning i vårt land, både med och utan melodi. Efter en blygsam start grundades en kommitté för insamlandet av svensk folkdiktning 1887. Kommittén skulle göra upp ett konkret program för den planerade traditionsinsamlingen. I slutet av året fanns redan en detaljerad handlingsplan där det framgick vilken typ av folkdiktning som skulle upptecknas och hur upptecknandet skulle gå till.
Den 1862 i Oravais födda folkskolläraren Mårten Thors var en av de första stipendiaterna SLS anlitade. Thors fungerade som SLS stipendiat i flera omgångar åren 1890–1893 och samlade in sammanlagt 753 visor och sånglekar till arkivet. Kantorsonen och pianisten Karl Ekman (1869–1947), född i Åbo, tecknade upp visor i Åboland och västra Åland i tre omgångar åren 1890–1892. Ekman levererade sammanlagt 499 visor till Ernst Lagus (1859–1923), en av Svenska Litteratursällskapets grundare och den person som blev avgörande för SLS traditionsvetenskapliga arbete.
Otto Andersson (1879–1969) är folkmusikikonen som format den finlandssvenska folkmusiken. Andersson som inledde sin bana på fältet 1902 som stipendiat för SLS och var en av de ledande upptecknarna av finlandssvensk folkmusik. Andersson gjorde flera insamlingsresor, både i Svenskfinland och Estland och grundade bl.a. Föreningen Brage 1906.
Vilhelm Eliel Viktorinus Wessman (1879–1959) var jämte Otto Andersson, en av SLS främsta medarbetare under flera års tid. Wessman var en flitig insamlare av folkloristiskt material och arbetade i stort sett varje sommar under 20 års tid. Materialskörden efter honom är 23 samlingar som innehåller bl.a. 628 visor, 95 dansmelodier och 1024 sånglekar.
Greta Dahlström, f. Stenbäck (1887–1978) verkade som musiklärare, kördirigent, musikkritiker, komponist och aktiv insamlare för SLS. Dahlströms insamlade material under åren 1922–1962 uppgår till 3228 visor efter 397 meddelare. I SLS arkiv finns sex samlingar sammanställda av henne med sammanlagt 5905 sidor.  Dahlström var dessutom verksam som utgivare för musikdelarna i Finlands svenska folkdiktning.
Alfhild Forslin, f. Adolfsson (1904–1991) började sitt bana som insamlare som medhjälpare till Greta Dahlström somrarna 1924 och 1925, varefter hon fortsatte som självständig stipendiat och tecknade upp i alla finlandssvenska landskap. Forslins samlingar i SLS arkiv omfattar 4618 sidor och cirka 2500 melodier.  Forslin har, tillsammans med Otto Andersson och Greta Dahlström, redigerat musikvolymerna i serien Finlands svenska folkdiktning.
Ann-Mari Häggman (f. 1941) är visforskare, filosofie doktor, professor och grundare av Finlands svenska folkmusikinstitut. Hon har verkat som insamlare sedan år 1968 då hon började samla in vismaterial under sin anställning vid Åbo Akademi. Mellan åren 1968–1985 verkade hon som arkivarie vid Svenska litteratursällskapet i Finland och sedan även som arkivchef. Åren 1978–2008 var hon institutchef vid Finlands svenska folkmusikinstitut och efter det har hon arbetat bland annat som en av Nordens främsta balladforskare Häggman har samlat in en stor mängd finlandssvenskt folkmusikrelaterat material. I Svenska litteratursällskapets samlingar finns det ca 138 samlingar där Häggman medverkat. Sammanlagt finns det över 10 000 sidor, 9655 fotografier, 748 ljudfiler samt 97 filmer.

## Centrum för svensk folkmusik i Finland
Finlands svenska folkmusikinstitut, förkortat FMI grundades 1978 och är ett centrum för finlandssvensk folkmusik. Idag fungerar Finlands svenska folkmusikinstitut som ett informations- och dokumentationscentrum för svensk folkmusik- och danstradition i Finland och är en del av Svenska litteratursällskapet i Finland; SLS.